# Дроздовиці-Великі
Дроздовиці-Великі (пол. Drozdowice Wielkie) — село в Польщі, у гміні Вонсош Ґуровського повіту Нижньосілезького воєводства.
Населення — 126 осіб (2011).

## Демографія
Демографічна структура станом на 31 березня 2011 року:
|          | Загалом | Допрацездатний вік | Працездатний вік | Постпрацездатний вік |
| -------- | ------- | ------------------ | ---------------- | -------------------- |
| Чоловіки | 61      | 9                  | 47               | 5                    |
| Жінки    | 65      | 13                 | 40               | 12                   |
| Разом    | 126     | 22                 | 87               | 17                   |